# Luca Giacomoni
Pour les articles homonymes, voir Giacomoni.
Luca Giacomoni est né à Lugo (Ravenne) en Italie le 29 novembre 1976. Il est metteur en scène de théâtre, fondateur de la compagnie Why Theatre et de Why Stories, premier laboratoire en France entièrement consacré aux arts de la narration. Il vit à Paris.

## Biographie
Luca Giacomoni étudie les lettres et la philosophie à l’Université de Bologne jusqu'à l'obtention de sa maitrise en 2004. Son mémoire, Conscience de la chair, est une étude de la phénoménologie du sensible chez Maurice Merleau-Ponty.
En 1998, il fréquente à Venise la Masterclass Penser l’art, règle et anarchie, animée par Jean Baudrillard, Paolo Fabbri et Joseph Kosuth : un laboratoire philosophique et artistique organisé par Trivioquadrivio à la Fondatione Quirini Stampalia. Il participe au projet Università del Teatro Eurasiano avec Eugenio Barba et l’Odin Teatret. Dès lors, Il va en Inde pour travailler auprès d’Abani Biswas, puis rencontre Jairo Cuesta et Jim Slowiak (collaborateurs de Jerzy Grotowski). Il se rend plusieurs fois à Saint-Pétersbourg et à Moscou.
En 2006, il intègre l’école de théâtre Jacques Lecoq à Paris. En 2009, il participe à un stage au Théâtre du Soleil et propose aux 450 participants un projet d’improvisation théâtrale dans des lieux éloignés du cercle théâtral conventionnel : maisons de retraite, hôpitaux, écoles d’art, foyers d’accueil. Avec plus de 100 personnes, il forme un groupe de recherche international sur le théâtre en dehors du théâtre. À la suite de cela, Ariane Mnouchkine met à sa disposition la salle de répétition de La Cartoucherie de Vincennes pour poursuivre le travail entamé. Cela marque la naissance de sa première compagnie nommée Trama. Dans le cadre de ce groupe de recherche, il a l’occasion d’inviter des artistes tels que Richard Schechner, Germana Giannini, Tapa Sudana, Bruce Myers, Alain Maratrat, Joëlle Bouvier, Marcello Magni et Yoshi Oida. Avec Trama, il met en scène quatre spectacles : Tu tueras ton père et tu épouseras ta mère (création collective d’après Ovide), Œdipe roi de Sophocle, Médée Matériau de Heiner Müller et Les Babouches d’Abou Kacem (création collective d’après un conte soufi).
En 2017, il fonde à Paris Why Stories, laboratoire de recherche proposant des programmes de formation pour les artistes.
Animé à la fois par les grands récits et par l'idée d'un théâtre hors du théâtre, il crée Iliade, série théâtrale en 10 épisodes (d’après Homère et Alessandro Baricco) en 2016. Cette série est réalisée en partenariat avec le centre pénitentiaire de Meaux et rassemble sur scène des comédiens professionnels et des personnes sous main de justice. La création du spectacle ayant débuté lors d'ateliers en prison, il réalise que l'œuvre ne préexiste pas à une médiation culturelle mais est elle-même la médiation. Après des présentations d'étapes de travail, la série théâtrale est donnée au Théâtre-Paris Villette et reprise en une intégrale inédite de 10 heures au festival Paris l'été en 2018, au Théâtre Silvia-Monfort.
Après Iliade, avec la compagnie Why Theatre, il met en scène Métamorphoses, d’après Ovide, au Théâtre de la Tempête ; Hamlet, de William Shakespeare, au Théâtre Silvia-Monfort dans le cadre du Festival d'automne à Paris ; Woyzeck, de Georg Büchner, à l'Institut Goethe de Paris. Aujourd’hui, Luca Giacomoni prépare une adaptation d'Antigone de Sophocle dans des campements de migrants, de réfugiés et de demandeurs d'asile.

## Mises en scène
- 2009 : Tu tueras ton père et tu épouseras ta mère, création collective d'après Ovide.
- 2010 : Œdipe-roi, d'après Sophocle.
- 2012 : Médée-Matériau, de Heiner Müller.
- 2014 : Les babouches d'Abou Kacem, création collective d'après un conte soufi.
- 2016 : Iliade, d’après Homère et l’adaptation de Alessandro Baricco, série théâtrale de 10 épisodes d’une heure au Théâtre Paris-Villette. La pièce est le fruit d’un travail de trois ans en milieu pénitentiaire[10],[11],[12].
- 2018 : Iliade, d’après Homère et l’adaptation de Alessandro Baricco, Intégrale au Théâtre Monfort de Paris dans le cadre du festival Paris l'été.
- 2020 : Métamorphoses, d’après Ovide, au Théâtre de la Tempête. La pièce est une création résultant d’un atelier théâtral mené sur un an à la Maison des Femmes de Saint Denis, lieu d’accueil et de suivi médical, juridique et psychologique pour femmes victimes de violence[13].
- 2021 : Hamlet, de William Shakespeare, en partenariat avec le Centre hospitalier Sainte-Anne et le Centre d'accueil thérapeutique à temps partiel Les Cariatides. La pièce a été présentée au Théâtre Silvia-Monfort dans le cadre du Festival d'automne à Paris.
- 2024 : Woyzeck, de Georg Büchner, en partenariat avec l'association Œuvres d'Avenir et l'Institut Goethe.